# Nestore (mitologia)
(Commento di Atena a Telemaco. Omero, Odissea, libro III, verso 20. Traduzione di Rosa Calzecchi Onesti)
Nestore (in greco antico: Νέστωρ?, Néstōr) è una figura della mitologia greca. Appare nell'Iliade e nel III libro dell'Odissea.

## Il personaggio
Figlio del re di Pilo Neleo e di Cloride, divenne re dopo l'uccisione del padre e dei fratelli da parte di Ercole.
Fu il più vecchio e il più saggio tra i sovrani greci che, sotto la guida di Agamennone, assediarono Troia. Ancora oggi molti modi di dire lo citano come sinonimo di vecchio saggio.
In gioventù Nestore fu un valente guerriero e partecipò a molte imprese importanti, tra le quali la lotta dei Lapiti contro i centauri, la caccia al cinghiale di Calidone sotto la guida di Meleagro e la ricerca del vello d'oro con gli Argonauti.

Salito al potere a Pilo, Nestore sposò Anassibia (o Euridice, a seconda delle versioni), la quale gli diede numerosi figli: Antiloco (che morì a Troia), Trasimede (che fu tra coloro che entrarono nel cavallo di legno), Echefrone, Stratio, Perseo (omonimo dell'eroe figlio di Zeus), Areto, Pisistrato (che Omero ci dice essere l'unico scapolo), Pisidice e Policasta (la più giovane).
Benché già anziano, quando iniziò la guerra di Troia partì con gli altri eroi greci per combattere contro i Troiani. Avendo governato per generazioni, godeva fama di uomo saggio e giusto e dispensò consigli ai Greci durante il conflitto. Dopo la caduta di Troia, Nestore ritornò a Pilo, dove ospitò Telemaco quando il giovane vi si recò per informarsi sul destino di suo padre Ulisse. Dopo questo punto non si hanno più fonti riguardo alla storia e al destino di Nestore.
Il nome di Nestore ricorre anche in un'iscrizione poetica incisa su una coppa detta appunto coppa di Nestore, il più antico documento di lingua greca.